# La India
La India är en ort i Mexiko.   Den ligger i kommunen Pánuco och delstaten Zacatecas, i den centrala delen av landet, 500 km nordväst om huvudstaden Mexico City. La India ligger 2 191 meter över havet och antalet invånare är 259.
Terrängen runt La India är lite kuperad. Runt La India är det ganska glesbefolkat, med 25 invånare per kvadratkilometer. Närmaste större samhälle är Víctor Rosales, 16,1 km väster om La India. Omgivningarna runt La India är i huvudsak ett öppet busklandskap.